# Yottabyte (песня)
«Yottabyte» — песня голландского диджея Мартина Гаррикса. Она была выпущена 17 октября 2018 года лейблом STMPD RCRDS, который имеет эксклюзивную лицензию для Sony Music Netherlands. Это второй сингл мини-альбома Гаррикса BYLAW.

## Предыстория
«Yottabyte» вышла как часть мини-альбома BYLAW, ежедневного сингл-релиза, который начался 14 октября 2018 года. Сингл вышел после «Breach (Walk Alone)», который был выпущен за день до этого. Песня описывается как «великолепная эмоциональная баллада», без вокала и с синтезаторными аккордами

## Композиция
Начиная с «игривой мелодии, похожей на музыкальную шкатулку», песня отмечена фирменным звучанием Гаррикса, которое является элементами его стиля прогрессив-хауса. Она состоит из «широких синтезаторов и массивных киков, которые начинают запись в своего рода расслабляющем срыве». Звуки описываются как имеющие элементы из прошлых песен Гаррикса, такие как «Pizza», «Spotless» (которая, похоже, имеет тот же синтезатор, что и «Yottabyte»), «Scared to Be Lonely» и «Animals».
Песня была использована в качестве вступления во время выступления Гаррикса на Tomorrowland с расширенным оркестровым вступлением песни около одной минуты. Говорят, что у песни «сладкая мелодия звона», с которой « по-настоящему соединяется роскошная струнная аранжировка во вступлении по мере нарастания напряжения».